# Józef Poniatowski
Józef Antoni Poniatowski (n. 7 mai 1763, Viena, Monarhia Habsburgică – d. 19 octombrie 1813, Leipzig, Regatul Saxoniei) a fost un prinț polonez, om de stat și militar căruia i s-a acordat demnitatea de Mareșal al Primului Imperiu Francez.

## Biografie
Nepotul ultimului rege ales al Poloniei, Stanisław August Poniatowski, și fiul al unui feldmareșal polonez din armata austriacă, Józef Poniatowski și-a început cariera în armata austriacă, devenind rapid colonel și aghiotant al împărătului. În 1789 a părăsit armata austriacă, cu scopul de a se întoarce în Polonia și a se alătura unchiului său. Stanisław August Poniatowski l-a convins să conducă trupele poloneze din Ucraina care apoi au intrat în luptă cu forțe armate ruse în 1972. După confederația de la Targovica, a părăsit armata, urmat de către cei mai buni ofițeri.
În 1794 s-a angajat ca soldat obișnuit într-o armată liberaționistă a lui Tadeusz Kościuszko în cursul primei insurecții națională poloneză și, după ultima împărțire din 1795, a dispărut din viața politică și militară până în 1806. În acest an, Poniatowski a fost numit guvernatorul Varșoviei de către Friedrich Wilhelm al II-lea al Prusiei.
La venirea lui Napoleon, în timpul formării guvernului provizoriu al Ducatului Varșoviei, Józef s-a raliat Primului Imperiu gândind că aceasta este unica șansă pentru ca Polonia să recâștige independența. A fost numit Ministrul Războiului al Ducatului și generalisim. A aparat Ducatul contra forțelor Imperiului Austriac și le-a învins în trei bătălii majore: Raszyn, Grochów și Góra Kalwaria, permițând statului să își extindă frontierele, pe care le confirmă Tratatul de la Schönbrunn din 1809.
Fiind ministru, Poniatowski a reorganizat armata poloneză și s-a întâlnit cu Napoleon pe teritoriul Saxoniei în iulie 1813. A câștigat bătălii cum ar fi cea de la Löbau, Altenburg și Pening. La data de 16 octombrie 1813, a primit bastonul de Mareșal, datorită eroismului său în cursul bătăliei de la Wachau. A murit trei zile mai târziu când a încercat să retragă de la bătălia de la Leipzig, trecând apele Elsterei Albe, pentru a nu fi prins de către armate alianței antinapoleoniene.
Corpul lui Poniatowski, găsit la data de 24 octombrie, a fost îmbălsămat și purtat de către camarazii săi la Varșovia. Apoi a fost înmormântat în cripta regilor polonezi sub castelul Wawel în Cracovia.